# Raquel Giscafré
Raquel Giscafré (née à Santa Fe le 15 mai 1949) est une joueuse de tennis argentine, professionnelle dans les années 1970 et jusqu'au début des années 1980.
En 1974, elle a atteint les demi-finales à Roland-Garros puis les quarts l'année suivante, où elle est à chaque fois battue par Olga Morozova ; il s'agit de ses meilleures performances en simple en Grand Chelem. 
Raquel Giscafré a représenté son pays en Coupe de la Fédération pendant les années 1970. 
Depuis les années 1980, elle gère le Classic de San Diego, épreuve parmi les plus anciennes du circuit WTA,,.

## Palmarès (partiel)

### Titres en simple dames
| No | Date       | Nom et lieu du tournoi                     | Catégorie | Surface      | Finaliste           | Score         |  |
| -- | ---------- | ------------------------------------------ | --------- | ------------ | ------------------- | ------------- |  |
| 1  | 06-08-1973 | Brumana International, Broummana           |           | Terre (ext.) | Alena Palmeová-West | 6-4, 9-7      |  |
| 2  | 29-07-1974 | Turkish Championships, Istanbul            |           | Terre (ext.) | Alena Palmeová-West | 6-1, 6-3      |  |
| 3  | 18-11-1974 | South American Championships, Buenos Aires |           | Terre (ext.) | Beatriz Araujo      | 7-5, 1-6, 6-2 |  |
| 4  | 10-11-1975 | Argentine Open Championships, Buenos Aires |           | Terre (ext.) | Kristien Shaw       | 6-2, 6-4      |  |

### Finales en simple dames
| No | Date       | Nom et lieu du tournoi                     | Catégorie | Surface      | Vainqueure        | Score         |          |
| -- | ---------- | ------------------------------------------ | --------- | ------------ | ----------------- | ------------- | -------- |
| 1  | 09-07-1973 | Swiss Open Championships, Gstaad           |           | Terre (ext.) | Julie Anthony     | 6-4, 7-5      | Parcours |
| 2  | 23-07-1973 | Bavarian Open, Munich                      |           | Terre (ext.) | Helga Hösl        | 4-6, 6-2, 6-1 |          |
| 3  | 29-05-1974 | Berlin International, Berlin               |           | Terre (ext.) | Helga Hösl        | 6-4, 6-0      |          |
| 4  | 08-07-1974 | Carroll's Irish Open Championships, Dublin |           | Terre (ext.) | Gail Chanfreau    | 6-4, 6-1      | Parcours |
| 5  | 05-08-1974 | Brumana International, Broummana           |           | Terre (ext.) | Christine Matison | NC            |          |
| 6  | 23-09-1974 | Stockton Women's Satellite, Stockton       |           | Dur (ext.)   | Carrie Meyer      | 4-6, 6-1, 6-2 |          |

### Titres en double dames
| No | Date       | Nom et lieu du tournoi                    | Catégorie | Surface      | Partenaire             | Finalistes                          | Score         |          |
| -- | ---------- | ----------------------------------------- | --------- | ------------ | ---------------------- | ----------------------------------- | ------------- | -------- |
| 1  | 09-07-1973 | Swiss Open Championships Gstaad           |           | Terre (ext.) | Julie Anthony          | Chang Ching-Ling Carmen Coronado    | 6-2, 6-0      | Parcours |
| 2  | 20-05-1974 | German Open Hambourg                      |           | Terre (ext.) | Helga Hösl             | Martina Navrátilová Renáta Tomanová | 6-3, 6-2      | Parcours |
| 3  | 08-07-1974 | Carroll's Irish Open Championships Dublin |           | Terre (ext.) | Dianne Fromholtz       | Mandy Morgan Pam Whytcross          | 6-2, 6-1      | Parcours |
| 4  | 10-11-1975 | Argentine Open Championships Buenos Aires |           | Terre (ext.) | Beatriz Araujo         | Michelle Rodríguez Kristien Shaw    | 6-3, 2-6, 8-6 |          |
| 5  | 04-07-1977 | Swedish Open Båstad                       |           | Terre (ext.) | Cynthia Sieler-Doerner | Helen Anliot Florenta Mihai         | 6-2, 7-5      |          |

### Finales en double dames
| No | Date       | Nom et lieu du tournoi                    | Catégorie | Dotation | Surface         | Vainqueures                     | Partenaire             | Score         |          |
| -- | ---------- | ----------------------------------------- | --------- | -------- | --------------- | ------------------------------- | ---------------------- | ------------- | -------- |
| 1  | 07-06-1971 | John Player Tournament Nottingham         |           | NC       | Gazon (ext.)    | Françoise Dürr Julie Heldman    | Ana María Arias        | 6-0, 6-3      |          |
| 2  | 04-11-1974 | Dewar Cup of Edinburgh Édimbourg          | Dewar Cup | NC       | Moquette (int.) | Mima Jaušovec Virginia Ruzici   | María-Isabel Fernández | 6-4, 4-6, 6-4 | Parcours |
| 3  | 18-11-1974 | South American Championships Buenos Aires |           | NC       | Terre (ext.)    | Katja Ebbinghaus Helga Masthoff | Beatriz Araujo         | 6-0, 6-1      |          |
| 4  | 07-07-1975 | Swedish Open Championships Båstad         |           | NC       | Terre (ext.)    | Janet Newberry Pam Teeguarden   | Fiorella Bonicelli     | 6-3, 6-3      | Parcours |
| 5  | 14-07-1975 | Austrian Open Kitzbühel                   |           | NC       | Terre (ext.)    | Sue Barker Pam Teeguarden       | Fiorella Bonicelli     | 6-4, 6-3      | Parcours |
| 6  | 05-06-1978 | Kent Championships Beckenham              |           | NC       | Gazon (ext.)    | Laura duPont Sharon Walsh       | Lele Forood            | 6-3, 6-1      | Parcours |
| 7  | 05-02-1979 | Avon Futures of Montreal Montréal         | Futures   | 25 000 $ | Dur (int.)      | Marjorie Blackwood Kym Ruddell  | Jane Stratton          | 6-4, 3-6, 6-4 | Parcours |
| 8  | 25-02-1979 | Avon Qualifying of Roanoke Roanoke        | Futures   | 7 500 $  | Moquette (int.) | Caryn Copeland Heather Ludloff  | Jane Stratton          | 6-3, 6-3      | Parcours |

## Parcours en Grand Chelem (partiel)

### En simple dames
| Année | Championnat d'Australie Open d'Australie (janvier) | Championnat d'Australie Open d'Australie (janvier) | Internationaux de France | Internationaux de France | Wimbledon       | Wimbledon       | US National US Open | US National US Open | Championnat d'Australie Open d'Australie (décembre) | Championnat d'Australie Open d'Australie (décembre) |
| 1965  | -                                                  | -                                                  | 1er tour (1/64)          | Madonna Schacht          | -               | -               | -                   | -                   | n/a                                                 | n/a                                                 |
| 1966  | 1er tour (1/32)                                    | Elizabeth Fenton                                   | 2e tour (1/32)           | J. Venturino             | -               | -               | -                   | -                   | n/a                                                 | n/a                                                 |
| 1968  | -                                                  | -                                                  | 1er tour (1/64)          | Anna Dmitrieva           | 2e tour (1/32)  | Shirley Bloomer | -                   | -                   | n/a                                                 | n/a                                                 |
| 1969  | -                                                  | -                                                  | 3e tour (1/8)            | Julie Heldman            | 1er tour (1/64) | Rosie Darmon    | -                   | -                   | n/a                                                 | n/a                                                 |
| 1971  | -                                                  | -                                                  | 1er tour (1/32)          | Kerry Melville           | 1er tour (1/64) | C. Sandberg     | 1er tour (1/32)     | Lesley Hunt         | n/a                                                 | n/a                                                 |
| 1972  | -                                                  | -                                                  | -                        | -                        | 2e tour (1/32)  | Pam Teeguarden  | -                   | -                   | n/a                                                 | n/a                                                 |
| 1973  | -                                                  | -                                                  | 2e tour (1/16)           | M. Navrátilová           | 2e tour (1/32)  | Joyce Barclay   | -                   | -                   | n/a                                                 | n/a                                                 |
| 1974  | -                                                  | -                                                  | 1/2 finale               | Olga Morozova            | 4e tour (1/8)   | Helga Masthoff  | 1er tour (1/32)     | Helen Gourlay       | n/a                                                 | n/a                                                 |
| 1975  | -                                                  | -                                                  | 1/4 de finale            | Olga Morozova            | 2e tour (1/32)  | Patti Hogan     | 1er tour (1/32)     | Helen Gourlay       | n/a                                                 | n/a                                                 |
| 1976  | -                                                  | -                                                  | -                        | -                        | -               | -               | 2e tour (1/32)      | Ingrid Löfdahl      | n/a                                                 | n/a                                                 |
| 1977  | -                                                  | -                                                  | 2e tour (1/16)           | Regina Maršíková         | 1er tour (1/64) | Janet Newberry  | -                   | -                   | -                                                   | -                                                   |
| 1978  | n/a                                                | n/a                                                | 1er tour (1/32)          | Hana Strachonova         | 2e tour (1/32)  | Virginia Ruzici | 2e tour (1/32)      | Jeanne Evert        | -                                                   | -                                                   |

À droite du résultat, l’ultime adversaire.

### En double dames
| Année | Championnat d'Australie Open d'Australie (janvier) | Championnat d'Australie Open d'Australie (janvier) | Internationaux de France      | Internationaux de France   | Wimbledon                    | Wimbledon                  | US National US Open           | US National US Open         | Championnat d'Australie Open d'Australie (décembre) | Championnat d'Australie Open d'Australie (décembre) |
| 1965  | -                                                  | -                                                  | 2e tour (1/16) A. Rouchon     | H. Schultze Norma Baylon   | -                            | -                          | -                             | -                           | n/a                                                 | n/a                                                 |
| 1966  | -                                                  | -                                                  | 2e tour (1/16)                | Edda Buding H. Schultze    | -                            | -                          | -                             | -                           | n/a                                                 | n/a                                                 |
| 1968  | -                                                  | -                                                  | 1er tour (1/16) V. Caceres    | A. Van Zyl Pat Walkden     | 2e tour (1/16) V. Caceres    | Ada Bakker A. Suurbeek     | -                             | -                           | n/a                                                 | n/a                                                 |
| 1969  | -                                                  | -                                                  | 2e tour (1/16) A. Guzman      | Helen Gourlay Lesley Hunt  | 2e tour (1/16) M. Guzmán     | Esme Emanuel C. Martinez   | -                             | -                           | n/a                                                 | n/a                                                 |
| 1971  | -                                                  | -                                                  | 3e tour (1/8) A. M. Arias     | M. Smith E. Goolagong      | 3e tour (1/8) A. M. Arias    | Lany Kaligis Lita Liem     | 1er tour (1/16) E. Subirats   | Rosie Casals Judy Tegart    | n/a                                                 | n/a                                                 |
| 1972  | -                                                  | -                                                  | 1er tour (1/16) A. M. Arias   | Kerry Harris K. Melville   | -                            | -                          | -                             | -                           | n/a                                                 | n/a                                                 |
| 1973  | -                                                  | -                                                  | 1er tour (1/16) Weisenberger  | Navrátilová R. Tomanová    | -                            | -                          | 1er tour (1/16) Jackie Fayter | Julie Anthony Mona Schallau | n/a                                                 | n/a                                                 |
| 1974  | -                                                  | -                                                  | 1/2 finale A. Nasuelli        | Chris Evert Olga Morozova  | 2e tour (1/16) C. Sandberg   | Helen Gourlay K. Krantzcke | 1/4 de finale Navrátilová     | F. Dürr Betty Stöve         | n/a                                                 | n/a                                                 |
| 1975  | -                                                  | -                                                  | 1/4 de finale D. Fromholtz    | Gail Sherriff K. Sawamatsu | 1er tour (1/32) D. Fromholtz | F. Mihai Naoko Sato        | 1er tour (1/16) Tine Zwaan    | N. Chmyreva M. Kroschina    | n/a                                                 | n/a                                                 |
| 1976  | -                                                  | -                                                  | -                             | -                          | -                            | -                          | 1er tour (1/32) Marcie Louie  | Helen Gourlay Gail Sherriff | n/a                                                 | n/a                                                 |
| 1977  | -                                                  | -                                                  | 1/2 finale C. Sieler          | R. Maršíková P. Teeguarden | 2e tour (1/16) F. Bonicelli  | Ann Haydon Winnie Shaw     | 1/2 finale Lele Forood        | R. Richards B. Stuart       | -                                                   | -                                                   |
| 1978  | n/a                                                | n/a                                                | 2e tour (1/8) Lele Forood     | V. Gonzalez I. Madruga     | 2e tour (1/16) Lele Forood   | B. J. King Navrátilová     | 3e tour (1/8) Lele Forood     | Kerry Reid W. Turnbull      | -                                                   | -                                                   |
| 1979  | n/a                                                | n/a                                                | 1er tour (1/16) Jane Stratton | Diane Desfor Kathy Jordan  | 2e tour (1/16) Jane Stratton | D. Fromholtz Marise Kruger | 2e tour (1/16) Jane Stratton  | D. Fromholtz Marise Kruger  | -                                                   | -                                                   |
| 1980  | n/a                                                | n/a                                                | -                             | -                          | -                            | -                          | 1er tour (1/32) C. Monteiro   | M. Mesker N. Schutte        | -                                                   | -                                                   |
| 1982  | n/a                                                | n/a                                                | 1er tour (1/32) Rene Blount   | I. Madruga C. Tanvier      | -                            | -                          | 1er tour (1/32) Henricksson   | Sandy Collins P. Teeguarden | -                                                   | -                                                   |
| 1983  | n/a                                                | n/a                                                | 1er tour (1/32) Sophie Amiach | R. Fairbank C. Reynolds    | -                            | -                          | -                             | -                           | -                                                   | -                                                   |

Sous le résultat, la partenaire ; à droite, l’ultime équipe adverse.

### En double mixte
| Année | Championnat d'Australie Open d'Australie (janvier), | Championnat d'Australie Open d'Australie (janvier), | Internationaux de France      | Internationaux de France    | Wimbledon                     | Wimbledon                  | US National US Open        | US National US Open       | Championnat d'Australie Open d'Australie (décembre), | Championnat d'Australie Open d'Australie (décembre), |
| 1966  | -                                                   | -                                                   | 2e tour (1/16) Raul Peralta   | Helen Gourlay Pancho Guzmán | -                             | -                          | -                          | -                         | n/a                                                  | n/a                                                  |
| 1968  | -                                                   | -                                                   | 1er tour (1/32) J. Auget      | F. Dürr J. Barclay          | -                             | -                          | -                          | -                         | n/a                                                  | n/a                                                  |
| 1969  | -                                                   | -                                                   | 1er tour (1/32) Antonio Muñoz | de la Courtie G. Deniau     | -                             | -                          | -                          | -                         | n/a                                                  | n/a                                                  |
| 1971  | n/a                                                 | n/a                                                 | 2e tour (1/16) Iván Molina    | J. Lieffrig B. Montrenaud   | 1er tour (1/64) Iván Molina   | P. Reese S. Warboys        | 3e tour (1/8) Tito Vázquez | B. J. King Owen Davidson  | n/a                                                  | n/a                                                  |
| 1972  | n/a                                                 | n/a                                                 | 1er tour (1/16) Ricardo Cano  | Gail Sherriff J. Chanfreau  | 2e tour (1/32) G. Vilas       | Joyce Barclay David Lloyd  | -                          | -                         | n/a                                                  | n/a                                                  |
| 1973  | n/a                                                 | n/a                                                 | -                             | -                           | 1er tour (1/64) Petr Kanderal | E. Szell S. Baranyi        | -                          | -                         | n/a                                                  | n/a                                                  |
| 1974  | n/a                                                 | n/a                                                 | 1er tour (1/16) Jairo Velasco | Navrátilová Iván Molina     | -                             | -                          | 1/2 finale Ray Keldie      | Chris Evert Jimmy Connors | n/a                                                  | n/a                                                  |
| 1975  | n/a                                                 | n/a                                                 | 1er tour (1/16) Tito Vázquez  | D. Fromholtz Paul Kronk     | 1er tour (1/32) Jairo Velasco | Glynis Coles Richard Lewis | -                          | -                         | n/a                                                  | n/a                                                  |
| 1977  | n/a                                                 | n/a                                                 | 1/4 de finale Tito Vázquez    | F. Mihai Iván Molina        | -                             | -                          | -                          | -                         | n/a                                                  | n/a                                                  |
| 1978  | n/a                                                 | n/a                                                 | 2e tour (1/8) D. Naegelen     | R. Tomanová Pavel Složil    | 2e tour (1/16) Belus Prajoux  | Debbie Jevans A. Jarrett   | -                          | -                         | n/a                                                  | n/a                                                  |
| 1979  | n/a                                                 | n/a                                                 | -                             | -                           | 1er tour (1/32) Thomaz Koch   | R. Maršíková C. Fancutt    | -                          | -                         | n/a                                                  | n/a                                                  |
| 1980  | n/a                                                 | n/a                                                 | -                             | -                           | 1er tour (1/32) Thomaz Koch   | Debbie Jevans A. Jarrett   | -                          | -                         | n/a                                                  | n/a                                                  |
| 1982  | n/a                                                 | n/a                                                 | 1er tour (1/16) G. Aubone     | Debbie Jevans M. Günthardt  | -                             | -                          | -                          | -                         | n/a                                                  | n/a                                                  |

Sous le résultat, le partenaire ; à droite, l’ultime équipe adverse.

## Parcours aux Masters

### En simple dames
| # | Date       | Nom de l'édition                          | ($)     | Surface         | Résultat          | Ultime adversaire | Score    |          |
| - | ---------- | ----------------------------------------- | ------- | --------------- | ----------------- | ----------------- | -------- | -------- |
| 1 | 02/04/1975 | Virginia Slims Championships, Los Angeles | 150 000 | Moquette (int.) | Qual. Round Robin | Julie Heldman     | 6-3, 6-1 | Parcours |

## Parcours en Coupe de la Fédération
| #                                                                          | Date       | Lieu            | Surface                            | Gagnante(s)                         | Perdante(s)                         | Score         |          |
|                                                                            |            |                 |                                    |                                     |                                     |               |          |
| 1966 - 2e tour (groupe mondial) - Argentine - Allemagne de l'Ouest - 0 : 3 |            |                 |                                    |                                     |                                     |               |          |
| 1                                                                          | 12/05/1966 | Turin           | Terre (ext.)                       | Edda Buding Helga Schultze          | Raquel Giscafré Graciela Moran      | 6-4, 6-1      | Parcours |
|                                                                            |            |                 |                                    |                                     |                                     |               |          |
| 1971 - 1er tour (groupe mondial) - Argentine - Nouvelle-Zélande - 0 : 3    |            |                 |                                    |                                     |                                     |               |          |
| 2                                                                          | 26/12/1970 | Perth           | Herbe (ext.)                       | Marilyn Pryde                       | Raquel Giscafré                     | 9-7, 6-3      | Parcours |
| 2                                                                          | 26/12/1970 | Perth           | Herbe (ext.)                       | Robyn Hunt Marilyn Pryde            | Raquel Giscafré Ines Roget          | 4-6, 8-6, 6-4 | Parcours |
|                                                                            |            |                 |                                    |                                     |                                     |               |          |
| 1972 - 1er tour (groupe mondial) - Finlande - Argentine - 1 : 2            |            |                 |                                    |                                     |                                     |               |          |
| 3                                                                          | 20/03/1972 | Johannesburg    | Dur (ext.)                         | Raquel Giscafré                     | Helena Laitinen                     | 6-1, 6-0      | Parcours |
| 3                                                                          | 20/03/1972 | Johannesburg    | Dur (ext.)                         | Beatriz Araujo Raquel Giscafré      | Helena Laitinen Leena Mutanen       | 6-1, 6-2      | Parcours |
|                                                                            |            |                 |                                    |                                     |                                     |               |          |
| 1972 - 2e tour (groupe mondial) - Argentine - Grande-Bretagne - 1 : 2      |            |                 |                                    |                                     |                                     |               |          |
| 4                                                                          | 21/03/1972 | Johannesburg    | Dur (ext.)                         | Winnie Shaw                         | Raquel Giscafré                     | 6-3, 7-5      | Parcours |
| 4                                                                          | 21/03/1972 | Johannesburg    | Dur (ext.)                         | Beatriz Araujo Raquel Giscafré      | Winnie Shaw Virginia Wade           | 6-4, 2-6, 6-3 | Parcours |
|                                                                            |            |                 |                                    |                                     |                                     |               |          |
| 1973 - 1er tour (groupe mondial) - Suède - Argentine - 3 : 0               |            |                 |                                    |                                     |                                     |               |          |
| 5                                                                          | 01/05/1973 | Bad Homburg     | Terre (ext.)                       | Ingrid Löfdahl                      | Raquel Giscafré                     | 6-1, 6-1      | Parcours |
|                                                                            |            |                 |                                    |                                     |                                     |               |          |
| 1974 - 1er tour (groupe mondial) - Roumanie - Argentine - 2 : 1            |            |                 |                                    |                                     |                                     |               |          |
| 6                                                                          | 13/05/1974 | Naples          | Terre (ext.)                       | Raquel Giscafré                     | Virginia Ruzici                     | 6-3, 8-6      | Parcours |
| 6                                                                          | 13/05/1974 | Naples          | Terre (ext.)                       | Virginia Ruzici Mariana Simionescu  | Raquel Giscafré Elvira Weisenberger | 6-2, 3-6, 6-2 | Parcours |
|                                                                            |            |                 |                                    |                                     |                                     |               |          |
| 1975 - 1er tour (groupe mondial) - Yougoslavie - Argentine - 0 : 2         |            |                 |                                    |                                     |                                     |               |          |
| 7                                                                          | 05/05/1975 | Aix-en-Provence | Terre (ext.)                       | Raquel Giscafré                     | Mima Jaušovec                       | 6-4, 3-6, 6-2 | Parcours |
|                                                                            |            |                 |                                    |                                     |                                     |               |          |
| 1975 - 2e tour (groupe mondial) - Allemagne de l'Ouest - Argentine - 2 : 1 |            |                 |                                    |                                     |                                     |               |          |
| 8                                                                          | 05/05/1975 | Aix-en-Provence | Terre (ext.)                       | Raquel Giscafré                     | Helga Masthoff                      | 2-6, 6-4, 6-3 | Parcours |
| 8                                                                          | 05/05/1975 | Aix-en-Provence | Terre (ext.)                       | Katja Ebbinghaus Helga Masthoff     | Beatriz Araujo Raquel Giscafré      | 6-2, 1-6, 7-5 | Parcours |
|                                                                            |            |                 |                                    |                                     |                                     |               |          |
| 1976 - 1er tour (groupe mondial) - Argentine - Nouvelle-Zélande - 2 : 1    |            |                 |                                    |                                     |                                     |               |          |
| 9                                                                          | 22/08/1976 | Philadelphie    | Moquette (int.)                    | Raquel Giscafré                     | Judy Connor                         | 6-1, 7-6      | Parcours |
|                                                                            |            |                 |                                    |                                     |                                     |               |          |
| 1976 - 2e tour (groupe mondial) - Pays-Bas - Argentine - 3 : 0             |            |                 |                                    |                                     |                                     |               |          |
| 10                                                                         | 22/08/1976 | Philadelphie    | Moquette (int.)                    | Betty Stöve                         | Raquel Giscafré                     | 6-0, 6-3      | Parcours |
| 10                                                                         | 22/08/1976 | Philadelphie    | Moquette (int.)                    | Betty Stöve Elly Appel              | Raquel Giscafré Elvira Weisenberger | 4-6, 6-2, 6-2 | Parcours |
|                                                                            |            |                 |                                    |                                     |                                     |               |          |
| 1977 - 1er tour (groupe mondial) - Argentine - Chili - 2 : 1               |            |                 |                                    |                                     |                                     |               |          |
| 11                                                                         | 13/06/1977 | Eastbourne      | Herbe (ext.)                       | Raquel Giscafré                     | Silvana Urroz                       | 6-4, 4-6, 6-4 | Parcours |
| 11                                                                         | 13/06/1977 | Eastbourne      | Herbe (ext.)                       | Raquel Giscafré Elvira Weisenberger | Patricia Rivera Silvana Urroz       | 6-0, 6-2      | Parcours |
|                                                                            |            |                 |                                    |                                     |                                     |               |          |
| 1977 - 2e tour (groupe mondial) - Argentine - Suède - 0 : 3                |            |                 |                                    |                                     |                                     |               |          |
| 12                                                                         | 13/06/1977 | Eastbourne      | Herbe (ext.)                       | Ingrid Löfdahl                      | Raquel Giscafré                     | 6-0, 6-4      | Parcours |
|                                                                            |            |                 |                                    |                                     |                                     |               |          |
| 1978 - 1er tour (groupe mondial) - Argentine - Danemark - 2 : 1            |            |                 |                                    |                                     |                                     |               |          |
| 13                                                                         | 27/11/1978 | Melbourne       |                                    | Raquel Giscafré                     | Anne-Mette Sorensen                 | 6-2, 6-4      | Parcours |
|                                                                            |            |                 |                                    |                                     |                                     |               |          |
| 1978 - 2e tour (groupe mondial) - France - Argentine - 3 : 0               |            |                 |                                    |                                     |                                     |               |          |
| 14                                                                         | 27/11/1978 | Melbourne       |                                    | Gail Sherriff                       | Raquel Giscafré                     | 6-1, 6-3      | Parcours |
| 14                                                                         | 27/11/1978 | Melbourne       | Brigitte Simon Frederique Thibault | Claudia Casabianca Raquel Giscafré  | 6-4, 3-6, 6-2                       |               | Parcours |